# Miletus moorei
Miletus moorei är en fjärilsart som beskrevs av Druce. Miletus moorei ingår i släktet Miletus och familjen juvelvingar. Inga underarter finns listade i Catalogue of Life.